# Crazy Tour
Crazy Tour bylo krátké koncertní turné britské rockové skupiny Queen, které probíhalo v listopadu a prosinci 1979. Po vydání singlu „Crazy Little Thing Called Love“ se skupina rozhodla vydat se na malé turné speciálně k tomuto singlu, po němž bylo také pojmenováno. Koncerty odehrané v rámci tohoto turné se nezvykle odehrávaly převážně v menších sálech s kapacitou obvykle kolem 2 000 míst. Součástí tohoto turné byl také závěrečný koncert pro lidi z Kambodže dne 26. prosince 1979.

## Setlist
Toto je obvyklý setlist, seznam písní, které byly hrány na koncertech v rámci Crazy Tour (setlisty na jednotlivých koncertech se mohou lišit):
1. Intro
2. „Jailhouse Rock“
3. „We Will Rock You“
4. „Let Me Entertain You“
5. „Somebody To Love“
6. „Mustapha“
7. „Death on Two Legs“
8. „Killer Queen“
9. „I'm in Love with My Car“
10. „Get Down, Make Love“
11. „You're My Best Friend“
12. „Save Me“
13. „Now I'm Here“
14. „Don't Stop Me Now“
15. „Spread Your Wings“
16. „Love of My Life“
17. „’39“
18. „Keep Yourself Alive“
19. sólo na bicí
20. kytarové sólo
21. „Liar“
22. „Crazy Little Thing Called Love“
23. „Bohemian Rhapsody“
24. „Tie Your Mother Down“
Přídavek
25. „Sheer Heart Attack“
Přídavek
26. „We Will Rock You“
27. „We Are the Champions“
28. „God Save the Queen“

## Seznam koncertů
| Datum              | Město               | Stát    | Místo                          |
| ------------------ | ------------------- | ------- | ------------------------------ |
| 22. listopadu 1979 | Dublin              | Irsko   | RDS Simmonscourt               |
| 24. listopadu 1979 | Birmingham          | Anglie  | Birmingham International Arena |
| 26. listopadu 1979 | Manchester          | Anglie  | Manchester Apollo              |
| 27. listopadu 1979 | Manchester          | Anglie  | Manchester Apollo              |
| 30. listopadu 1979 | Glasgow             | Skotsko | The Apollo                     |
| 1. prosince 1979   | Glasgow             | Skotsko | The Apollo                     |
| 3. prosince 1979   | Newcastle upon Tyne | Anglie  | Newcastle City Hall            |
| 4. prosince 1979   | Newcastle upon Tyne | Anglie  | Newcastle City Hall            |
| 6. prosince 1979   | Liverpool           | Anglie  | Liverpool Empire Theatre       |
| 7. prosince 1979   | Liverpool           | Anglie  | Liverpool Empire Theatre       |
| 9. prosince 1979   | Bristol             | Anglie  | Bristol Hippodrome             |
| 10. prosince 1979  | Brighton            | Anglie  | Brighton Centre                |
| 11. prosince 1979  | Brighton            | Anglie  | Brighton Centre                |
| 13. prosince 1979  | Londýn              | Anglie  | Lyceum Theatre                 |
| 14. prosince 1979  | Londýn              | Anglie  | Rainbow Theatre                |
| 17. prosince 1979  | Londýn              | Anglie  | Purley Tiffany's               |
| 19. prosince 1979  | Londýn              | Anglie  | Tottenham Mayfair              |
| 20. prosince 1979  | Londýn              | Anglie  | Lewisham Odeon                 |
| 22. prosince 1979  | Londýn              | Anglie  | Alexandra Palace               |
| 26. prosince 1979  | Londýn              | Anglie  | Hammersmith Odeon              |

## Složení skupiny
- Freddie Mercury – hlavní zpěv, klavír, akustická kytara, tamburína
- Brian May – doprovodné vokály, klavír, elektrická kytara, akustická kytara
- Roger Taylor – bicí, hlavní zpěv, doprovodné vokály
- John Deacon – basová kytara, doprovodné vokály